# Live at Wembley '86
Live at Wembley '86 je dvacáté řadové album britské skupiny Queen, vydané v roce 1992. Zároveň je to třetí živé album této skupiny, a první album vydané po smrti frontmana Freddieho Mercuryho. Jedná se o záznam koncertu z Wembley, kde skupina vystoupila v rámci svého posledního turné Magic Tour v roce 1986.

## Seznam skladeb
- První disk:

1. „One Vision“ (Roger Taylor) – 5:50
2. „Tie Your Mother Down“ (Brian May) – 3:52
3. „In the Lap of the Gods… Revisited“ (Freddie Mercury) – 2:44
4. „Seven Seas of Rhye“ (Mercury) – 1:19
5. „Tear It Up“ (May) – 2:12
6. „A Kind of Magic“ (Taylor) – 8:41
7. „Under Pressure“ (Queen + David Bowie) – 3:41
8. „Another One Bites the Dust“ (John Deacon) – 4:54
9. „Who Wants to Live Forever“ (May) – 5:16
10. „I Want to Break Free“ (Deacon) – 3:34
11. „Impromptu“ (Queen) – 2:55
12. „Brighton Rock Solo" (May) – 9:11
13. „Now I'm Here“ (May) – 6:19

- Druhý disk:

1. „Love of My Life“ (Mercury) – 4:47
2. „Is This the World We Created…?“ (Mercury, May) – 2:59
3. „(You're So Square) Baby I Don't Care“ (Jerry Leiber, Mike Stoller) – 1:34
4. „Hello Mary Lou (Goodbye Heart)“ (Gene Pitney) – 1:24
5. „Tutti Frutti“ (Little Richard) – 3:23
6. „Gimme Some Lovin'" (Steve Winwood, Spencer Davis, Muff Winwood) – 0:55
7. „Bohemian Rhapsody“ (Mercury) – 5:50
8. „Hammer To Fall“ (May) – 5:36
9. „Crazy Little Thing Called Love“ (Mercury)– 6:27
10. „Big Spender“ (Dorothy Fields, Cy Coleman) – 1:07
11. „Radio Ga Ga“ (Taylor) – 5:57
12. „We Will Rock You“ (May) – 2:46
13. „Friends Will Be Friends“ (Mercury, Deacon) – 2:08
14. „We Are the Champions“ (Mercury) – 4:05
15. „God Save the Queen“ (upr. Mayem) – 1:27

- Bonusové písně přidané při vydání firmou Hollywood Records v roce 2003:

1. „A Kind of Magic“ (11. července 1986, Wembley Stadium, Londýn, živě)
2. „Another One Bites the Dust“ (11. července 1986, Wembley Stadium, Londýn, živě)
3. „Crazy Little Thing Called Love“ (11. července 1986, Wembley Stadium, Londýn, živě)
4. „Tavaszi szél vizet áraszt“ (27. července 1986, Népstadion, Budapešť, Maďarsko, živě)